# Hickeliinae
Hickeliinae A. Camus, 1924 è una sottotribù di bambù appartenente alla famiglia delle Poacee (sottofamiglia Bambusoideae, tribù Bambuseae).

## Etimologia
Il nome della sottotribù deriva dal suo genere tipo Hickelia A. Camus il cui nome è stato dato in onore del botanico P. Robert Hickel (1865-1935). Il nome scientifico della sottotribù è stato definito dalla botanica francese, specializzata nello studio delle orchidee, Aimée Antoinette Camus (1879 – 1965) nella pubblicazione Comptes Rendus Hebdomadaires des Séances de l'Academie des Sciences. Paris (179: 480.) del 1924.

## Descrizione

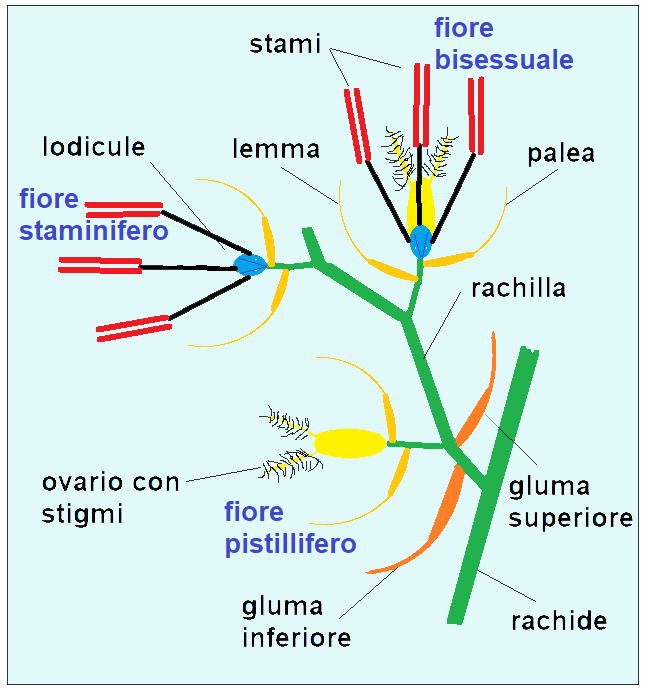
Spighetta generica con tre fiori diversi

- Il portamento delle specie di questa sottotribù è arbustivo con culmi legnosi ed eretti con la parte superiore pendente o arcuata (massima altezza dei culmi: 15 metri). In alcune specie (Sirochloa) il portamento è rampicante. Le radici in genere sono del tipo fascicolato derivate da rizomi pachimorfi (allungati fino a 4 metri o ispessiti). Ogni nodo produce molti rami di cui uno è dominante. Gli internodi sono affusolati. In Cathariostachys e in Decaryochloa i giovani germogli si presentano con capelli neri.[1][6][7][8][9][10][11]
- Le foglie lungo il culmo sono disposte in modo alterno, sono distiche e si originano dai vari nodi. Sono composte da una guaina, una ligula e una lamina a forma lanceolata. In questa sottotribù spesso le lamine delle foglie sono sporgenti proiettandosi in modo adassiale. Le venature sono parallelinervie (quelle trasversali sono visibili distintamente in Perrierbambus). Le ligule sono membranose e cigliate.

- Foglie del culmo: le foglie dei culmi in genere sono prive di padiglioni auricolari (sono auricolate in Nasfus, Valiha e in Decaryochloa, quest'ultimo genere con padiglioni pubescenti e fimbriati). In alcune specie le guaine sono persistenti.
- Foglie del fogliame: le foglie del fogliame sono prive di padiglioni auricolari.

- Infiorescenza principale (sinfiorescenza o semplicemente spiga): le infiorescenze, formate a 1 a 4 spighette, non sono ramificate ed hanno la forma di una grande pannocchia aperta. Se le infiorescenze sono ramificate allora sono sottese da una brattea e un profillo. In Decaryochloa le infiorescenze non sono ramificate e sono circondate da una spata.
- Infiorescenza secondaria (o spighetta): le spighette (quelle fertili sono sessili), compresse lateralmente, sono formate da uno-due fiori basali sterili e un fiore fertile. I fiori sono sottesi da due a cinque brattee chiamate glume (inferiore e superiore). Alla base di ogni fiore sono presenti due brattee: la palea e il lemma. La disarticolazione avviene sotto ogni fiore fertile.

- Glume: le glume hanno delle forme ovate e apici acuti; hanno consistenza cartacea e sono prive di ciglia. Possono avere fino a 20 e più venature longitudinali.
- Lemmi: il lemmi di Valiha possono avere da 29 a 41 venature longitudinali,

- I fiori fertili sono attinomorfi formati da 3 verticilli: perianzio ridotto, androceo  e gineceo.

- Formula fiorale:

- , P 2, A (1-)3(-6), G (2–3) supero, cariosside.

- Il perianzio è ridotto e formato da tre lodicule, delle squame, poco visibili (forse relitto di un verticillo di 3 sepali). In Cathariostachys le lodicule sono assenti.

- L'androceo è composto da 6 stami ognuno con un breve filamento libero, una antera e due teche. Le antere sono basifisse con deiscenza laterale. Il polline è monoporato. In Decaryochloa gli stami sono disposti in due gruppi di tre (stami diadelfi), oppure sono liberi.

- Il gineceo è composto da 3-(2) carpelli connati formanti un ovario supero. L'ovario, con apice pubescente o del tutto glabro, ha un solo loculo con un solo ovulo subapicale (o quasi basale). L'ovulo è anfitropo e semianatropo e tenuinucellato o crassinucellato. Lo stilo, breve, è unico con tre stigmi papillosi.

- I frutti sono del tipo cariosside, ossia sono dei piccoli chicchi indeiscenti, ovoidali, nei quali il pericarpo è formato da una sottile parete che circonda il singolo seme. In particolare il pericarpo, a volte carnoso, è libero tardivamente (o normalmente libero). L'endocarpo non è indurito e l'ilo è lungo e lineare. L'embrione è provvisto di epiblasto. I margini embrionali della foglia si sovrappongono. La fessura scutellare è assente.

## Biologia
In generale nelle erbe delle Poaceae la fecondazione avviene fondamentalmente tramite l'impollinazione dei fiori per via  anemogama. Gli stigmi piumosi sono una caratteristica importante per catturare meglio il polline aereo.
I semi cadendo a terra, dopo aver eventualmente percorso alcuni metri a causa del vento (dispersione anemocora) sono dispersi soprattutto da insetti tipo formiche (mirmecoria).

## Distribuzione e habitat
La maggior parte delle specie è endemica del Madagascar, con l'eccezione di Hickelia africana, endemica della Tanzania, e di Nastus borbonicus, endemica di Réunion.

## Tassonomia
La famiglia delle Poaceae comprende circa 800 generi e oltre 9 000 specie. È una delle famiglie più numerose e più importanti del gruppo delle monocotiledoni. La famiglia è suddivisa in 11 sottofamiglie, la sottotribù Hickeliinae appartiene alla sottofamiglia Bambusoideae, tribù Bambuseae.

### Generi
La sottotribù comprende 9 generi e 32 specie:
- Cathariostachys S.Dransf. (2 spp.)
- Decaryochloa A.Camus (1 sp.)
- Hickelia A.Camus (4 spp.)
- Hitchcockella A.Camus (1 sp.)
- Nastus Juss. (12 spp.)
- Perrierbambus A.Camus (2 spp.)
- Sirochloa S.Dransf. (1 sp.)
- Sokinochloa S.Dransf. (7 spp.)
- Valiha S.Dransf. (2 spp.)

### Filogenesi
La sottotribù Hickeliinae, insieme ad alcune altre sottotribù della tribù Bambuseae (Bambusinae, Greslaniinae, Dinochloinae, Holttumochloinae, Melocanninae, Racemobambosinae e Temburongiinae) è descritta all'interno del "clade paleotropicale". Buona parte delle specie di questo gruppo sono esaploidi o superiori con una storia poliploide che coinvolge antenati che erano strettamente legati all'antenato delle Arundinarieae (la tribù "basale" della sottofamiglia Bambusoideae).
Sinapomorfie relative ai singoli generi:
- Cathariostachys: i giovani germogli si presentano con capelli neri; i rami laterali sono disposti in stretti ventagli.
- Decaryochloa: i giovani germogli si presentano con capelli neri.
- Perrierbambus: i rami dello stilo sono 2 o 3 e sono distinti fin dalla base.
- Valiha: i lemmi possono avere da 29 a 41 venature.

Il cladogramma seguente, tratto dallo studio citato e semplificato, mostra la struttura filogenetica della sottotribù:
|  | Hickelia                                                        |
|  |                                                                 |
|  | \| \| Perrierbambus \| \| \| \| \| \| Hitchocokella \| \| \| \| |
|  |                                                                 |
|  | Perrierbambus                                                   |
|  |                                                                 |
|  | Hitchocokella                                                   |
|  |                                                                 |

|  | Perrierbambus |
|  |               |
|  | Hitchocokella |
|  |               |

|  | Hickelia                                                        |
|  |                                                                 |
|  | \| \| Perrierbambus \| \| \| \| \| \| Hitchocokella \| \| \| \| |
|  |                                                                 |
|  | Perrierbambus                                                   |
|  |                                                                 |
|  | Hitchocokella                                                   |
|  |                                                                 |

|  | Perrierbambus |
|  |               |
|  | Hitchocokella |
|  |               |